# Lelia Lake
Lelia Lake es un lugar designado por el censo ubicado en el condado de Donley en el estado estadounidense de Texas. En el Censo de 2020 tenía una población de 51 habitantes y una densidad poblacional de 22,08 habitantes por km². Fue incluido como CDP en el censo de 2020.

## Geografía
Lelia Lake se encuentra ubicado en las coordenadas 34°54′5″N 100°46′11″O / 34.90139, -100.76972. Según la Oficina del Censo de los Estados Unidos,  tiene una superficie total de 2,31 km², de la cual 2,30 km² corresponden a tierra firme y 0,01 km² a agua.